# Torone
Torone (grec moderne : Τορώνη) est une ancienne municipalité de Grèce située dans la péninsule de Sithonie.

## Histoire
La cité de Toronè a probablement été fondée au VIIIe siècle av. J.-C. par des colons de Chalcis, en Eubée. Elle devient membre de la Ligue de Délos à la fin des guerres médiques et devient un objectif convoité pendant la guerre du Péloponnèse où Sparte et Athènes se disputent son contrôle lorsque Brasidas envahit la région en 424 av. J.-C. Révoltée contre les Athèniens, elle est reprise par ceux-ci l'année suivante. Elle fait ensuite partie du royaume de Macédoine et décline après la conquête romaine de 168 av. J.-C.
La ville moderne est construite au XVIIe siècle à un kilomètre au nord de la cité antique.